# Okręg wyborczy nr 88 do Senatu Rzeczypospolitej Polskiej
Okręg wyborczy nr 88 do Senatu Rzeczypospolitej Polskiej obejmuje obszar powiatów chodzieskiego, czarnkowsko-trzcianeckiego, pilskiego, wągrowieckiego i złotowskiego (województwo wielkopolskie). Wybierany jest w nim 1 senator na zasadzie większości względnej.
Utworzony został w 2011 na podstawie Kodeksu wyborczego. Po raz pierwszy zorganizowano w nim wybory 9 października 2011. Wcześniej obszar okręgu nr 88 należał do okręgu nr 37.
Siedzibą okręgowej komisji wyborczej jest Piła.

## Reprezentanci okręgu
| Rok  | Rok  | Senator             | Komitet wyborczy                           |
| ---- | ---- | ------------------- | ------------------------------------------ |
|      | 2011 | Mieczysław Augustyn | Platforma Obywatelska RP                   |
| 2015 |      | Mieczysław Augustyn | Platforma Obywatelska RP                   |
|      | 2019 | Adam Szejnfeld      | KKW Koalicja Obywatelska PO .N iPL Zieloni |
| 2023 |      | Adam Szejnfeld      | KKW Koalicja Obywatelska PO .N iPL Zieloni |

## Wyniki wyborów
Symbolem „●” oznaczono senatora ubiegającego się o reelekcję.

### Wybory parlamentarne 2011
| Kandydat                                                                                      | Kandydat              | Komitet wyborczy                   | Głosów | Głosów | Głosów |
| Kandydat                                                                                      | Kandydat              | Komitet wyborczy                   | Liczba | %      | +/–    |
| --------------------------------------------------------------------------------------------- | --------------------- | ---------------------------------- | ------ | ------ | ------ |
|                                                                                               | Mieczysław Augustyn ● | Platforma Obywatelska RP           | 60 565 | 42,44  | –      |
|                                                                                               | Zbigniew Kosmatka     | Sojusz Lewicy Demokratycznej       | 27 197 | 19,06  | –      |
|                                                                                               | Janusz Kubiak         | Prawo i Sprawiedliwość             | 26 952 | 18,89  | –      |
|                                                                                               | Ryszard Goławski      | Polskie Stronnictwo Ludowe         | 21 987 | 15,41  | –      |
|                                                                                               | Jacek Ciechanowski    | KWW Jacka Tadeusza Ciechanowskiego | 5990   | 4,20   | –      |
| Frekwencja: 45,70% Liczba głosów ważnych: 142 691 (96,37%) Źródło: Państwowa Komisja Wyborcza |                       |                                    |        |        |        |

*Mieczysław Augustyn reprezentował w Senacie VII kadencji (2007–2011) okręg nr 37.

### Wybory parlamentarne 2015
| Kandydat                                                                                      | Kandydat              | Komitet wyborczy                   | Głosów | Głosów | Głosów |
| Kandydat                                                                                      | Kandydat              | Komitet wyborczy                   | Liczba | %      | +/–    |
| --------------------------------------------------------------------------------------------- | --------------------- | ---------------------------------- | ------ | ------ | ------ |
|                                                                                               | Mieczysław Augustyn ● | Platforma Obywatelska RP           | 45 410 | 32,44  | –10,00 |
|                                                                                               | Janusz Kubiak         | Prawo i Sprawiedliwość             | 40 245 | 28,75  | +9,69  |
|                                                                                               | Eligiusz Komarowski   | KWW Eligiusza Piotra Komarowskiego | 17 720 | 12,66  | –      |
|                                                                                               | Rafał Klimek          | Polskie Stronnictwo Ludowe         | 16 387 | 11,71  | –3,70  |
|                                                                                               | Jacek Najder          | Biało-Czerwoni                     | 10 973 | 7,84   | –      |
|                                                                                               | Jan Augustyn          | KWW Jana Augustyna                 | 9 237  | 6,60   | –      |
| Frekwencja: 45,46% Liczba głosów ważnych: 139 972 (95,50%) Źródło: Państwowa Komisja Wyborcza |                       |                                    |        |        |        |

### Wybory parlamentarne 2019
| Kandydat                                                                                      | Kandydat                      | Komitet wyborczy                           | Głosów | Głosów | Głosów |
| Kandydat                                                                                      | Kandydat                      | Komitet wyborczy                           | Liczba | %      | +/–    |
| --------------------------------------------------------------------------------------------- | ----------------------------- | ------------------------------------------ | ------ | ------ | ------ |
|                                                                                               | Adam Szejnfeld                | KKW Koalicja Obywatelska PO .N iPL Zieloni | 77 873 | 43,64  | +11,20 |
|                                                                                               | Jolanta Turczynowicz-Kieryłło | Prawo i Sprawiedliwość                     | 69 292 | 38,83  | +10,08 |
|                                                                                               | Jan Augustyn                  | KWW „Ja Obywatel RP”                       | 31 285 | 17,53  | –      |
| Frekwencja: 58,17% Liczba głosów ważnych: 178 450 (97,37%) Źródło: Państwowa Komisja Wyborcza |                               |                                            |        |        |        |

### Wybory parlamentarne 2023
| Kandydat                                                                                      | Kandydat         | Komitet wyborczy                           | Głosów  | Głosów | Głosów |
| Kandydat                                                                                      | Kandydat         | Komitet wyborczy                           | Liczba  | %      | +/–    |
| --------------------------------------------------------------------------------------------- | ---------------- | ------------------------------------------ | ------- | ------ | ------ |
|                                                                                               | Adam Szejnfeld ● | KKW Koalicja Obywatelska PO .N iPL Zieloni | 105 030 | 49,81  | +6,17  |
|                                                                                               | Janusz Kubiak    | Prawo i Sprawiedliwość                     | 62 985  | 29,87  | –8,96  |
|                                                                                               | Józef Kołos      | Konfederacja Wolność i Niepodległość       | 23 030  | 10,92  | –      |
|                                                                                               | Justyna Przybył  | Nowa Demokracja – Tak                      | 19 817  | 9,40   | –      |
| Frekwencja: 71,67% Liczba głosów ważnych: 210 862 (97,93%) Źródło: Państwowa Komisja Wyborcza |                  |                                            |         |        |        |